# J.K. Rowling
Joanne (Jo) Rowling (Yate bij Bristol, 31 juli 1965) is een Britse schrijfster. Ze is het bekendst als de schepper van de Harry Potter-fantasyserie. De Harry Potter-boeken kregen wereldwijd veel aandacht en wonnen meerdere prijzen, er zijn meer dan 500 miljoen exemplaren van verkocht. De boeken vormden de basis voor de Harry Potter-filmserie, waarbij Rowling in twee van de acht delen als producer optrad. Rowlings ouders heten Peter Rowling en Anne Volant Rowling.
Rowling schreef vooral onder de naam J.K. Rowling, waarin de 'K' staat voor de naam van haar grootmoeder Kathleen. In werkelijkheid heeft Rowling geen tweede naam. De 'K' heeft ze toegevoegd toen de uitgever van de Harry Potter-boeken stelde dat jongens geen boeken zouden lezen die geschreven zijn door een vrouw. Door alleen haar initiaal te gebruiken zou dat worden verbloemd. Enkel de 'J' vond ze te weinig, dus werd er een initiaal bij bedacht.
Een deel van haar latere boeken bracht ze uit onder het pseudoniem Robert Galbraith.

## Biografie
In 1986 studeerde Rowling af aan de Universiteit van Exeter in Frans en Klassieke Cultuur, waarna ze diverse kantoorbanen aannam. In 1991 verhuisde ze naar Portugal om er les in Engels te geven. Daar ontmoette ze de tv-journalist Jorge Arantes, met wie ze trouwde. In 1993 werd haar eerste dochter Jessica geboren. Het huwelijk strandde en Rowling ging in Edinburgh wonen met haar dochter. Daar schreef ze twee boeken voor volwassenen, maar die vond ze beide niet goed genoeg om naar een uitgever te sturen.
Rowling en haar tweede man, Neil Murray, kregen in 2003 een zoontje. Twee jaar later, in 2005, kreeg het stel een dochter.
In 2003 werd berekend dat Rowling rijker zou zijn dan de Britse vorstin, en een tijdje was ze de rijkste vrouw van het land, na het verkopen van 500 miljoen exemplaren van de zeven (geheel of gedeeltelijk) in 69 talen vertaalde boeken, die bij elkaar ruim 8 miljard dollar hebben opgebracht.
Rowling werd in 2010 de 'Most Influential Woman in Britain' genoemd door redacties van vooraanstaande magazines. Ze werd een opvallende filantroop en hielp mee met onder andere de oprichting van de Children's High Level Group. Ook in organisaties als Comic Relief, One Parent Families en de Multiple Sclerosis Society of Great Britain stak ze veel geld. Rowlings vermogen werd in 2011 door Forbes geschat op 1 miljard dollar; een jaar later schatte het tijdschrift haar vermogen echter op 160 miljoen dollar, het verschil zou komen door de belasting die wordt geheven over hoge inkomens in Groot-Brittannië en haar donaties. In 2016 werd haar vermogen geschat op 584 miljoen pond.
In 2011 werd een film uitgebracht over het leven van Rowling, getiteld Magic Beyond Words: The J.K. Rowling Story.
Op 12 december 2017 werd Rowling benoemd tot lid van de Orde van de eregezellen. Zij ontving de bijbehorende versierselen uit de handen van prins William.

### Harry Potter
In 1990 bedacht Rowling tijdens een vier uur vertraagde treinreis van Manchester naar Londen het verhaal over Harry Potter. In de volgende vijf jaar werkte ze de verhaallijnen uit tot een zevendelige serie. Het eerste deel werd door twaalf uitgevers teruggestuurd, waardoor het pas in 1997 werd gepubliceerd door de uitgeverij Bloomsbury Publishing. Haar literair agent, Christopher Little, verkocht het boek later aan de Amerikaanse uitgeverij Scholastic, wat Rowling zo'n 105.000 dollar (ongeveer 77.000 euro) opleverde.
Na een aarzelende start belandden de boeken, waarvan er toen al drie waren verschenen, in 1999 op de eerste drie plaatsen van de boekentoptien, zowel in de Verenigde Staten als in het Verenigd Koninkrijk. De laatste vier boeken in de reeks werden de snelst verkopende boeken in de geschiedenis. Wereldwijd zijn er al meer dan 500 miljoen exemplaren verkocht.
Na het verschijnen van het zevende Potter-boek, Harry Potter en de Relieken van de Dood, besloot Rowling dat het welletjes was geweest en dat ze een lange rustpauze zou nemen. Toch verscheen in 2008 het Harry Potter-sprookjesboek De Vertelsels van Baker de Bard. Rowling beloofde de fans ook een Harry Potter-encyclopedie, met nooit eerder gepubliceerde achtergrondinformatie. In 2012 vertelde ze met de encyclopedie bezig te zijn.
In 2010 gaf ze in een gesprek met Oprah Winfrey aan dat ze nog genoeg ideeën in haar hoofd had voor een achtste boek van Harry Potter. Uiteindelijk is dit het draaiboek van het toneelstuk Harry Potter en het Vervloekte Kind geworden. Voor een ander project genaamd Pottermore werd een website opgericht. Via deze website werd men doorverwezen naar een YouTube-kanaal waar werd afgeteld tot 23 juni 2011 13.00 uur. Op dit tijdstip maakte de auteur bekend wat het nieuwe project inhoudt. Haar agent maakte duidelijk dat het niet om een nieuw Harry Potter-boek zal gaan, maar een onlinecomputerspel, dat voor iedereen toegankelijk werd in 2012.
Op 12 september 2013 maakte Rowling bekend dat ze een spin-off-filmserie zou gaan maken, gebaseerd op de wereld van Harry Potter. De hoofdpersoon zou Newt Scamander zijn, de auteur van Fabeldieren en Waar Ze Te Vinden. De film kreeg de titel Fantastic Beasts and Where to Find Them. Hierna verschenen een tweede film, Fantastic Beasts: The Crimes of Grindelwald, en een derde film, Fantastic Beasts: The Secrets of Dumbledore. In april 2015 werd bekendgemaakt dat acteur Eddie Redmayne de hoofdrol in de film zou gaan spelen.
Op 30 juli 2016 ging in het Palace Theatre op West End het toneelstuk Harry Potter en het Vervloekte Kind in première. Het script van dit toneelstuk werd gebaseerd op een gloednieuw Harry Potter-verhaal van Rowling en speelt zich negentien jaar na het zevende boek af.

### Robert Galbraith
Nadat Rowling in 2012 haar eerste boek voor volwassenen, The Casual Vacancy (Een goede raad), onder haar eigen naam uitbracht, besloot ze (onder de schuilnaam Robert Galbraith) een detective te bedenken in de traditie, zoals ze zelf aangeeft, van Agatha Christie, Ruth Rendell, Margery Allingham en P.D. James, met in de hoofdrol Cormoran Strike. De verhalen kenmerken zich dan ook als puzzeldetectives, waarbij de lezer pas na stapsgewijs gevonden aanwijzingen en via omwegen te weten komt wie de dader is. In 2013 verscheen de detective The Cuckoo's Calling (Koekoeksjong). Dit boek bleek het begin van een nieuwe serie. Rowling schreef deze serie onder een pseudoniem om opnieuw te ervaren hoe het was om als beginnend schrijver aan het werk te zijn. 
Nadat was achterhaald dat Rowling achter de naam Galbraith schuilging, steeg de verkoop explosief. De schuilnaam is een combinatie van de voornaam van haar held Robert F. Kennedy en de achternaam die zij voor zichzelf als klein meisje had bedacht (Ella Galbraith).
De hoofdpersoon uit de serie, Cormoran Strike, is een oud-militair die met een geamputeerd been is teruggekeerd uit Afghanistan en een detectivebureau is begonnen. Strike is de zoon van een beroemde popster, maar heeft zijn vader slechts tweemaal ontmoet. Rowling geeft aan dat dit gegeven haar de mogelijkheid geeft om op een meer objectieve manier over het omgaan met beroemdheid te schrijven.
Zijn detectivebureau heeft niet al te veel succes totdat hij in Koekoeksjong een ingewikkelde moord oplost, die zich afspeelt in de upper-class-wereld in Londen. Hij doet dat met de hulp van Robin Ellacott, die hij als secretaresse heeft aangenomen, maar die zich ontpopt als een vaardige hulpspeurder.
In Zijderups wordt opnieuw een raadselachtige verdwijning en moord opgelost, deze keer in de uitgeverswereld. Verder verdiept de relatie tussen Strike en Robin, wat weer leidt tot problemen tussen Robin en haar verloofde.
Het derde deel in de reeks, Career of Evil, is in 2015 verschenen. De Nederlandse vertaling, Het slechte pad, volgde in het voorjaar van 2016. Robin Ellacott neemt een pakket van een koerier in ontvangst bij het kantoor van haar werkgever, Cormoran Strike. Als blijkt dat het pakket het onderbeen bevat van een vrouw, kan Strike vier personen opnoemen die als afzender in aanmerking komen.